# Vaire
Vaire ist eine französische Gemeinde mit 805 Einwohnern (Stand: 1. Januar 2022) im Département Doubs in der Region Bourgogne-Franche-Comté. Sie gehört zum Arrondissement Besançon und ist Mitglied im Gemeindeverband Grand Besançon Métropole. Die Bewohner werden Vairiers und Vairières genannt.
Sie entstand mit Wirkung zum 1. Juni 2016 als Commune nouvelle durch Zusammenlegung der bis dahin selbstständigen Gemeinden Vaire-le-Petit und Vaire-Arcier, die in der Commune nouvelle keinen Status als Communes déléguées besitzen. Der Verwaltungssitz befindet sich im Ort Vaire-Arcier.

## Gliederung
| Ortsteil                         | ehemaliger INSEE-Code | Fläche (km²) | Höhenlage (m) | Einwohnerzahl (2014) |
| -------------------------------- | --------------------- | ------------ | ------------- | -------------------- |
| Vaire-Arcier (Verwaltungssitz)00 | 25575                 | 12,78        | 243–561       | 553                  |
| Vaire-le-Petit                   | 25576                 | 01,26        | 249–378       | 236                  |

## Geografie
Die Gemeinde Vaire liegt am Doubs, etwa zehn Kilometer nordöstlich von Besançon. Die Nachbargemeinden sind Novillars im Nordwesten, Amagney im Norden, Deluz im Nordosten, Osse im Osten, Nancray im Südosten, Gennes im Süden, Chalèze im Südwesten und Roche-lez-Beaupré im Westen.

## Sehenswürdigkeiten
- Schloss von 1713
- Kirche St. Peter und Paul
- Reste eines Aquäduktes im Ortsteil Arcier

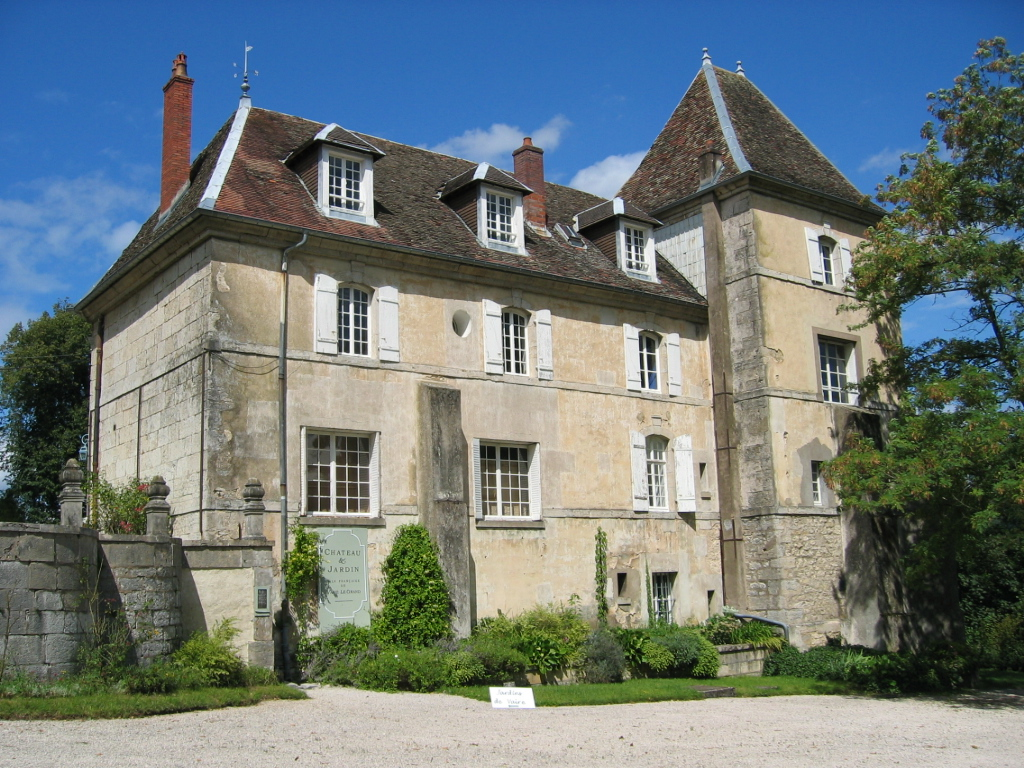
Schloss
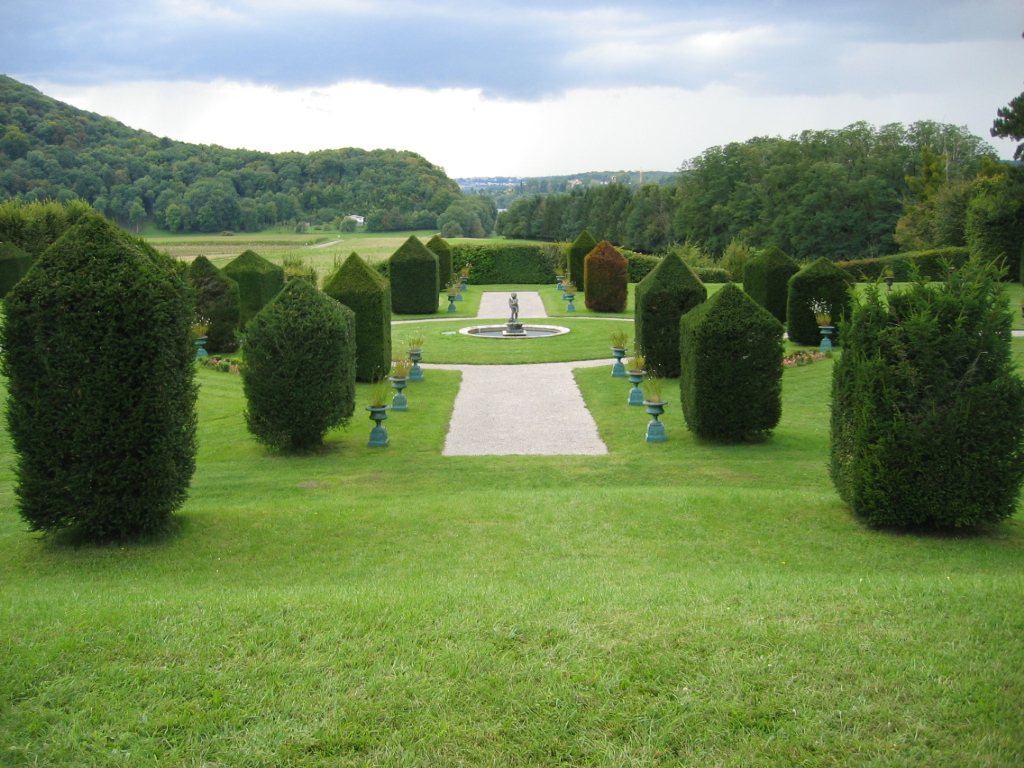
Schlossgarten
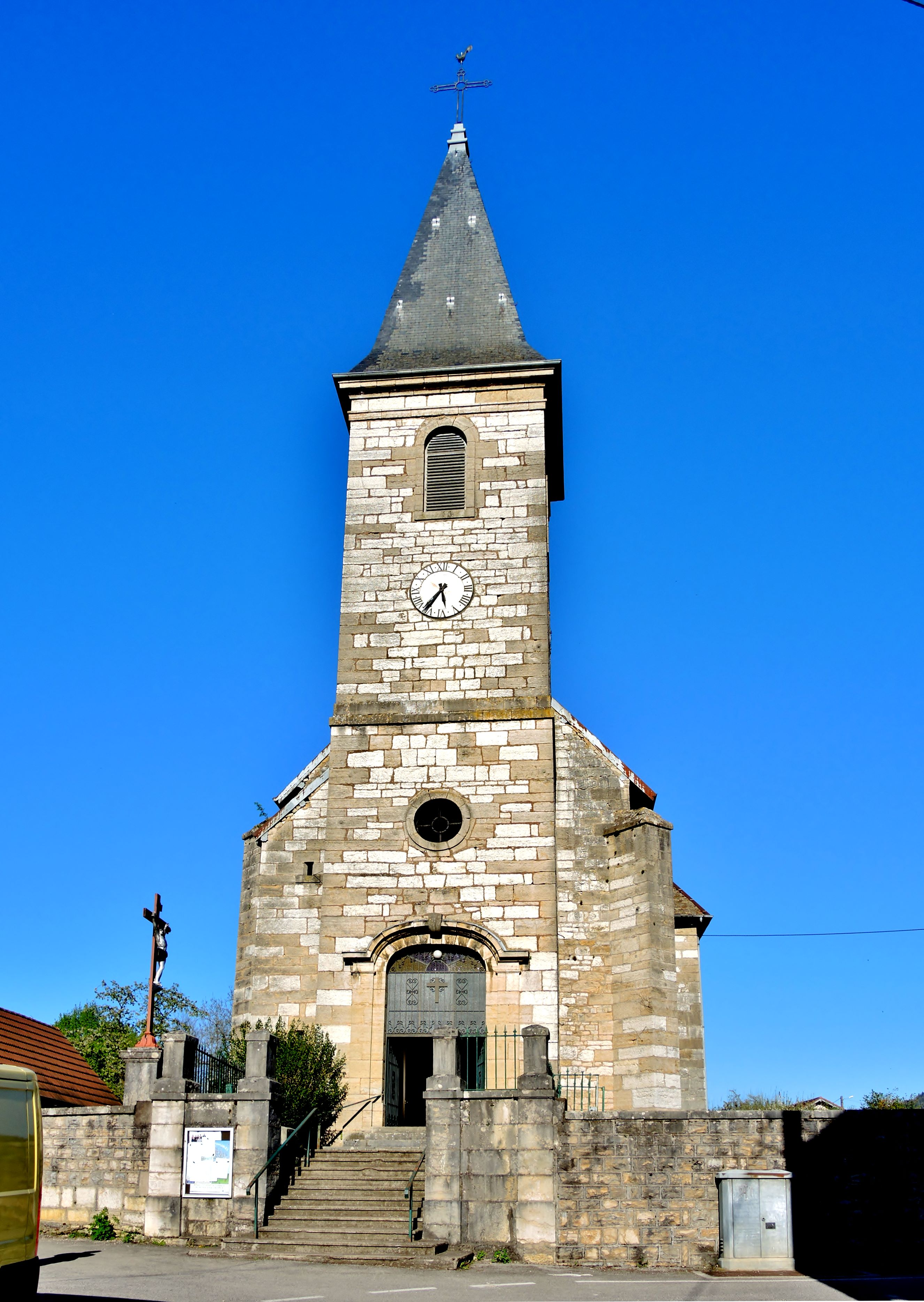
Kirche St. Peter und Paul
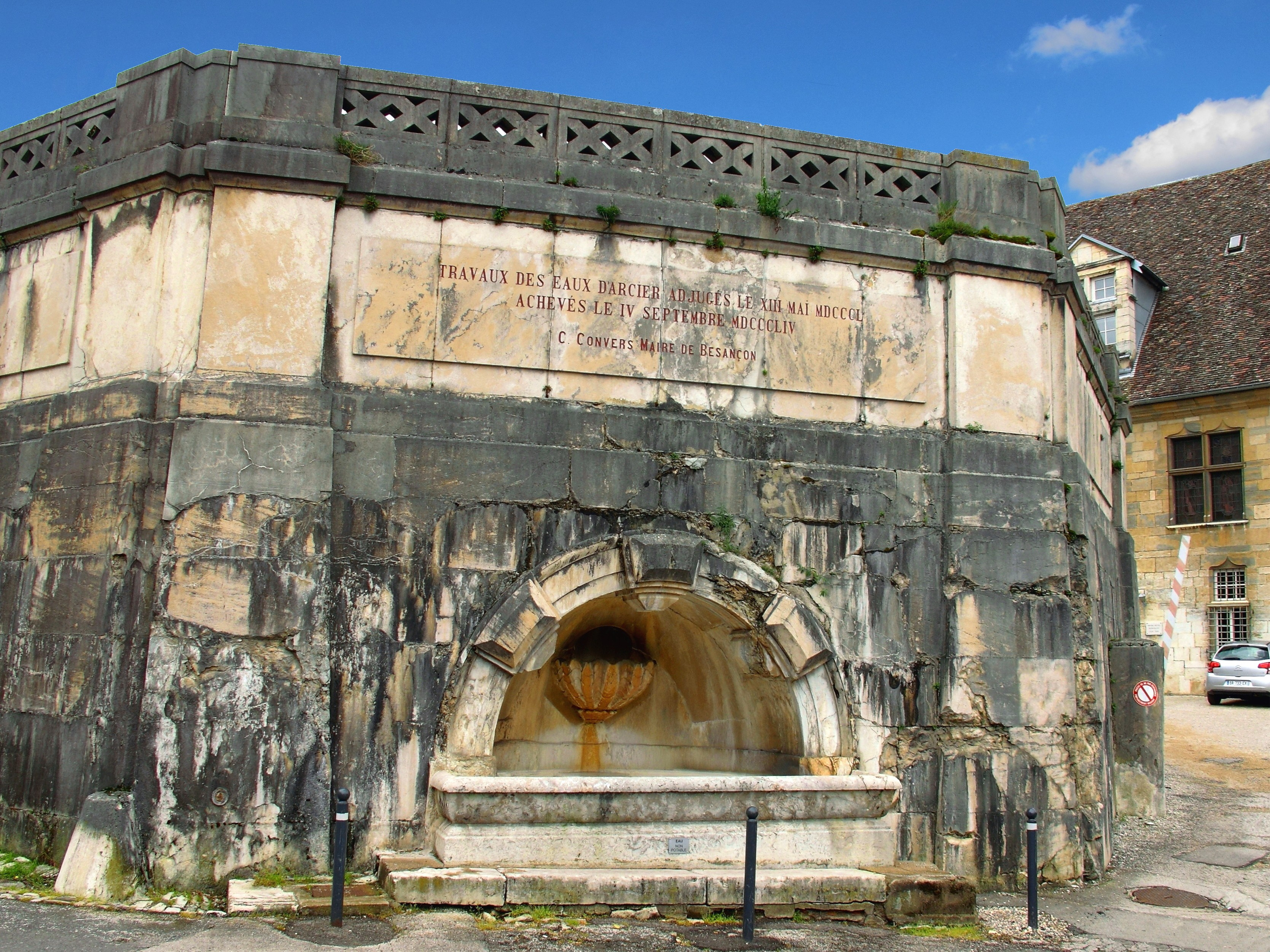
Brunnen unter dem Wasserreservoir vor dem Aquädukt
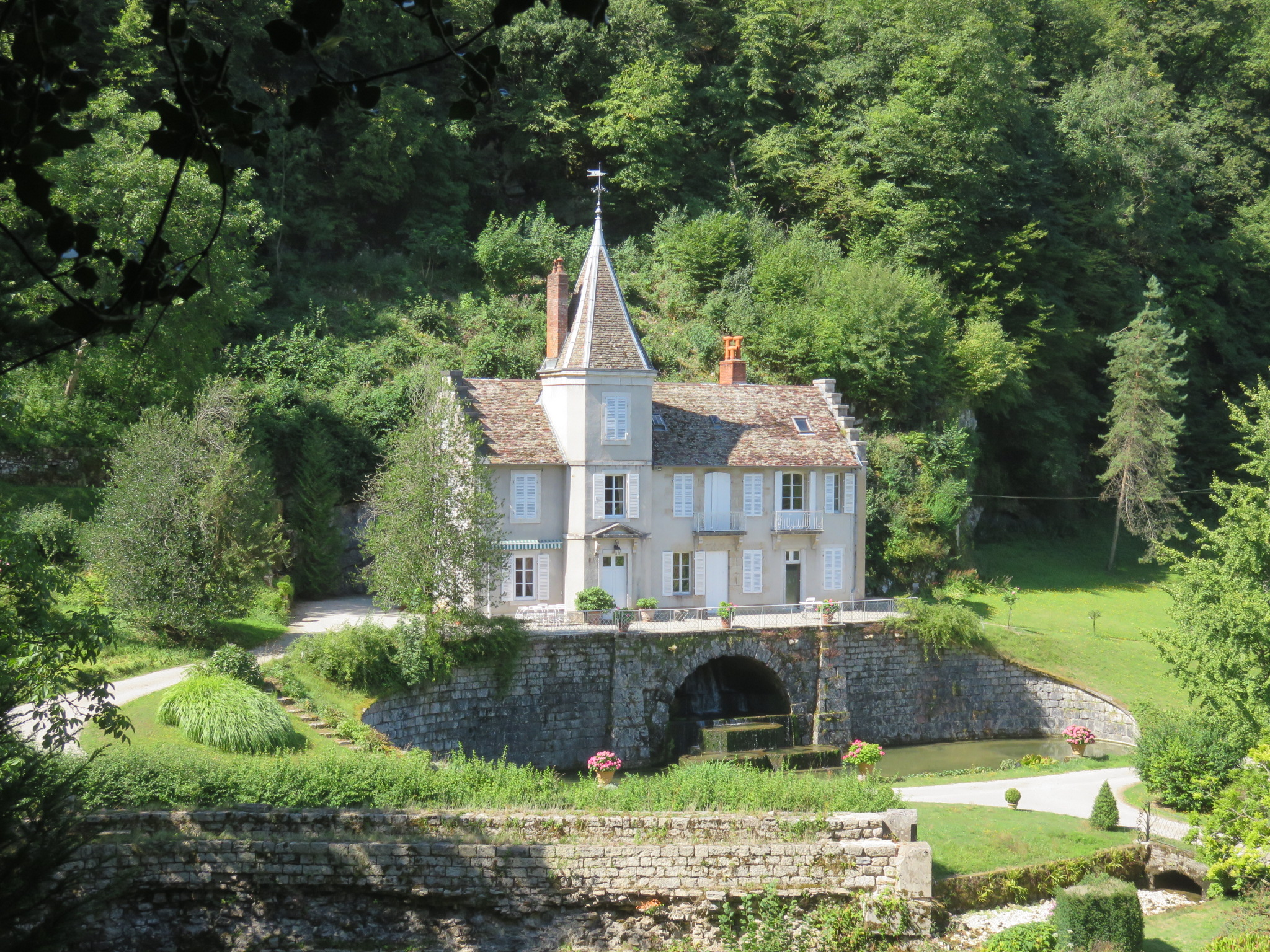
Quellenkapelle im Ortsteil Arcier
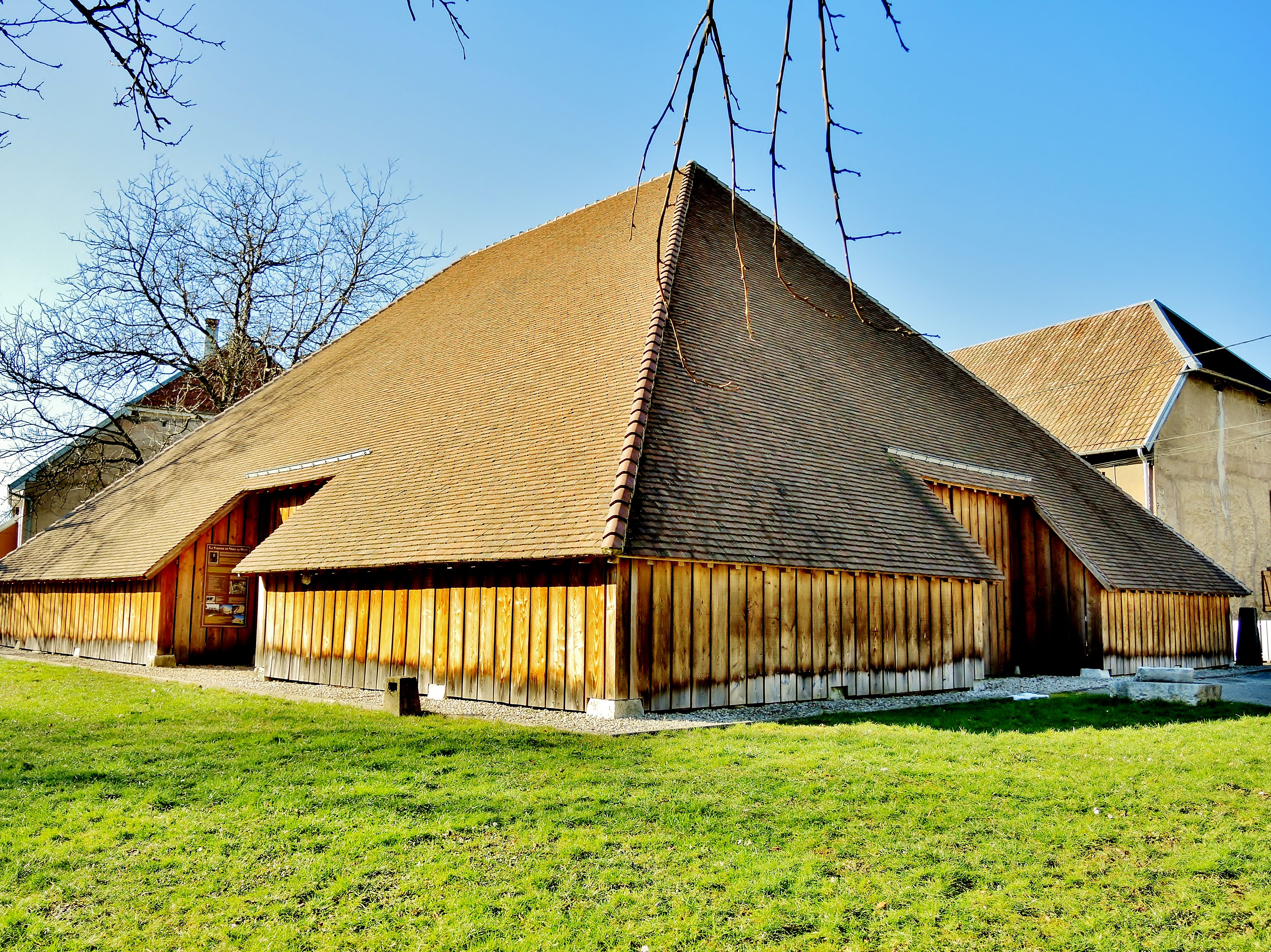
Ehemalige Dachziegelfabrik
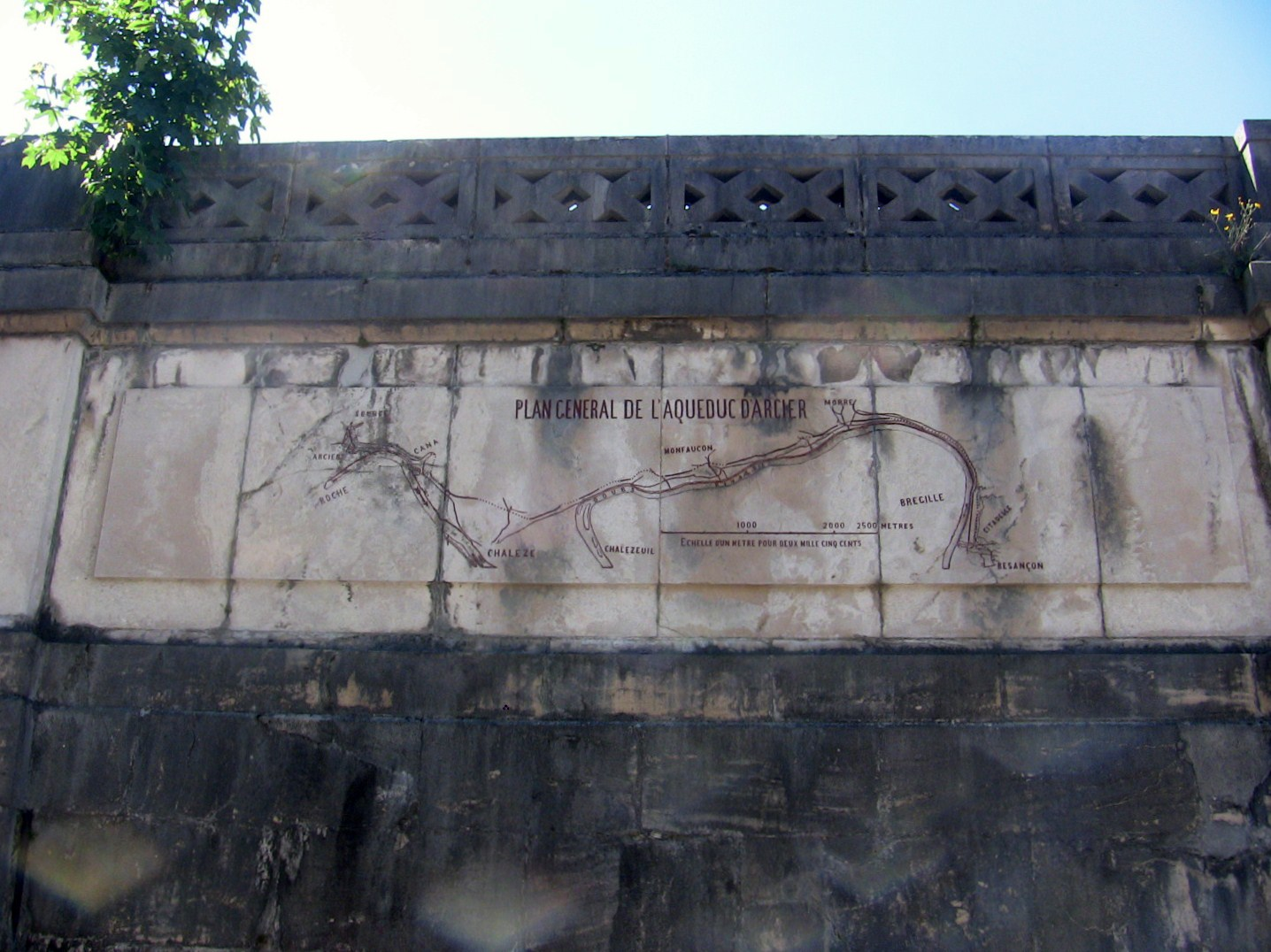
Reste des Aquäduktes
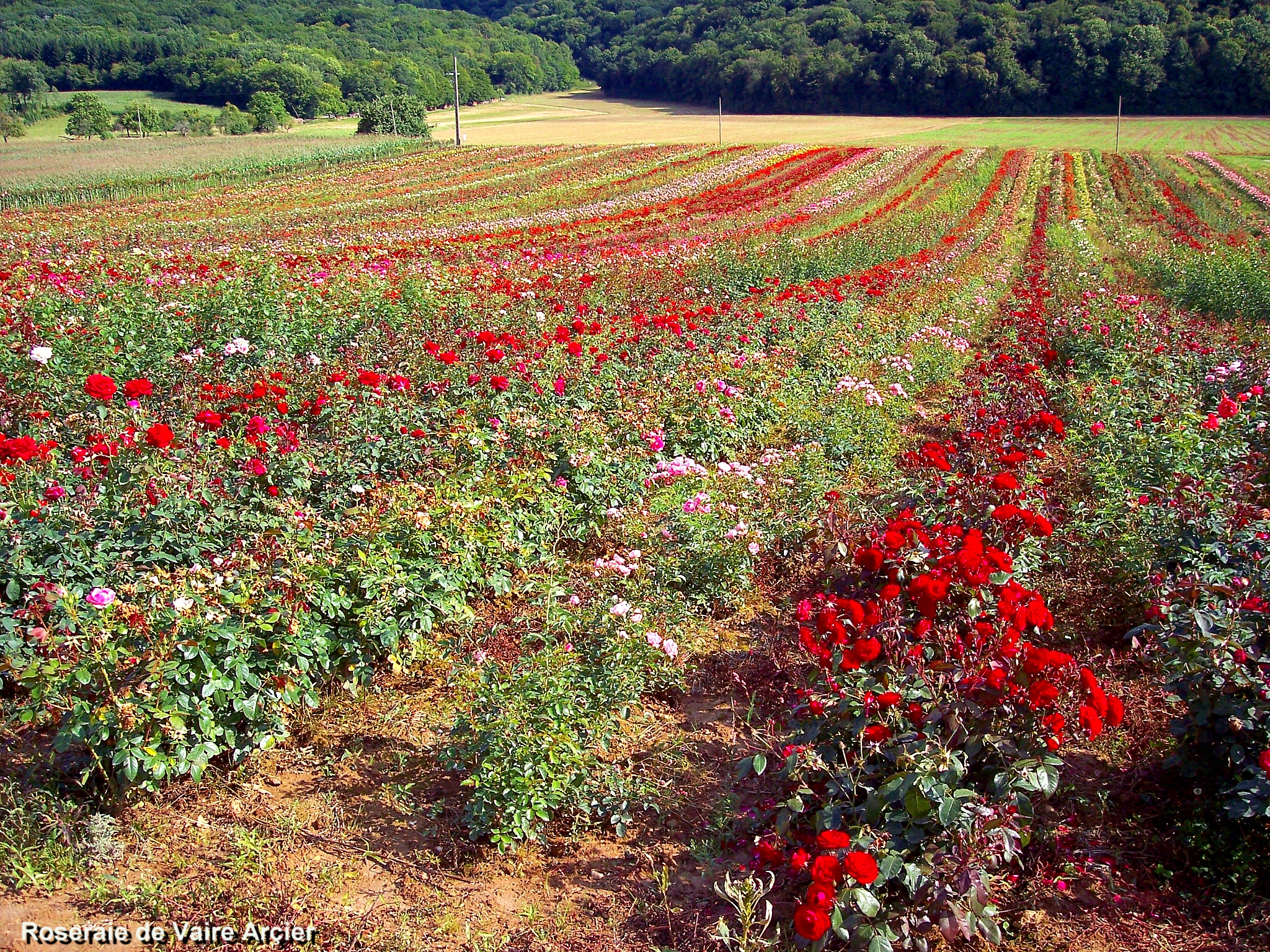
Rosenanbau in Vaire